# Znak (magazine)
Pour l’article homonyme, voir Znak.
Znak est un magazine culturel et intellectuel publié à Cracovie depuis 1946 à l'initiative de Jerzy Hubert Radkowski. Ouvertement catholique, la revue est néanmoins indépendante de l'épiscopat.

## Histoire
Sa publication est interdite durant la période stalinienne et le magazine peut reparaître à partir de 1956. Depuis 1959, la revue est publiée par une maison d'édition du même nom : Społeczny Instytut Wydawniczy Znak, devenue après 1991 une des principales maisons d'édition polonaises.
En 2006, un recueil des articles les plus importants publiés depuis le début de son existence a fait l'objet d'un livre intitulé Ku jedności świata (Vers l'unité du monde).
Depuis 2005, le magazine est accessible en ligne dans une version numérique, via le CEEOL (Central and Eastern European Online Library). L’intégralité des numéros publiés depuis 1946 est disponible depuis 2010.

## Contenu
Le mensuel aborde les questions de religion, sciences sociales, culturelles, philosophiques, éthiques et politiques. Les comptes rendus et recensions de publications, souvent par des critiques réputés, occupent également une large part de ses contenus.
Chaque numéro contient des rubriques régulières :
- Thème du mois
- Débats
- Idées
- Personnalités - Livres - Évènements

## Équipe
Ses rédacteurs en chef ont été : Jerzy Radkowski, Hanna Malewska (en), Stanisław Stomma (en), Jacek Woźniakowski, Bohdan Cywiński (pl), Stefan Wilkanowicz, Jarosław Gowin, Michał Bardel (d). Depuis août 2010 c'est Dominika Kozłowska (pl) qui assure la direction de la revue.
Des collaborateurs comme Jerzy Illg (pl), Cezary Kościelniak (d) ou Janusz Poniewierski (d) publient dans chaque numéro. Parmi les anciens collaborateurs permanents, on distingue Halina Bortnowska (en), Jerzy Turowicz, Tomasz Fiałkowski (pl), Antoni Gołubiew (en), Zygmunt Kubiak (en), Irena Sławińska (pl), Zofia Starowieyska-Morstinowa, Henryk Woźniakowski.
Ont également publié dans Znak : le futur pape Karol Wojtyła, le R.P. Józef Tischner, Anna Świderkówna (en), Małgorzata Borkowska (pl) OSB, Wojciech Bonowicz (de), Jerzy Szacki (en), Marcin Kula (pl), Tadeusz Gadacz (pl), Ryszard Kapuściński, Halina Bortnowska (en), Mirosław Dzielski (en), Karol Tarnowski (pl), Bohdan Pociej (en), Leszek Kołakowski, Czesław Miłosz, Janusz Tazbir (pl), Paweł Jasienica (pl), Gustaw Herling-Grudziński, Antoni Słonimski, Jan Parandowski (en), Władysław Bartoszewski, Zbigniew Herbert, Stefan Kisielewski, Ludwik Stomma, Jerzy Nowosielski, Antoni Kępiński, Jacek Kuroń, Henryk Elzenberg, Timothy Garton Ash, Norman Davies, Zygmunt Kubiak (en), Jan Józef Szczepański (pl), Tadeusz Różewicz, Olga Tokarczuk.